# 김인섭
김인섭(金仁燮, 1973년 3월 2일~)은 대한민국의 전직 레슬링 선수이다. 2000년 하계 올림픽에서 남자 그레코로만형 밴텁급 은메달을 획득했다. 

## 개인사
김천시에서 태어나 대구광역시에서 성장했다. 경산에서 식당을 운영하고 있는 김영성과 최위선 사이의 2남 중 장남으로 태어났으며 경성대학교를 졸업했다.
동생 김정섭 또한 레슬링 선수로 활동했으며, 아들인 김재상은 야구 선수로 활동하고 있다.